# Farfugium japonicum
Farfugium japonicum (L.) Kitam., conocida comúnmete por boina de vasco, capa de la reina o pata de elefante, es una especie de planta perteneciente a la familia de las asteráceas.

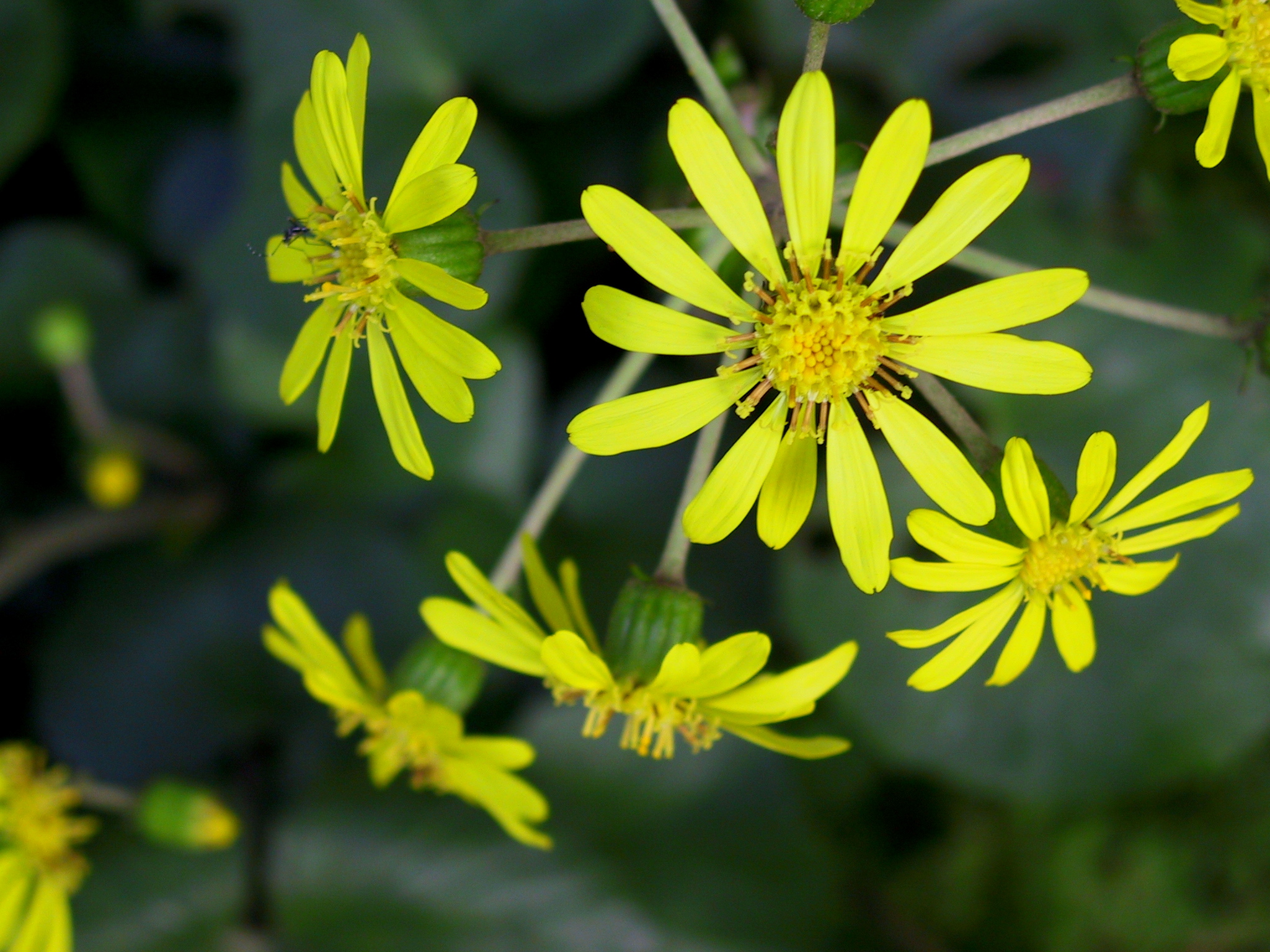
Flores, detalle.

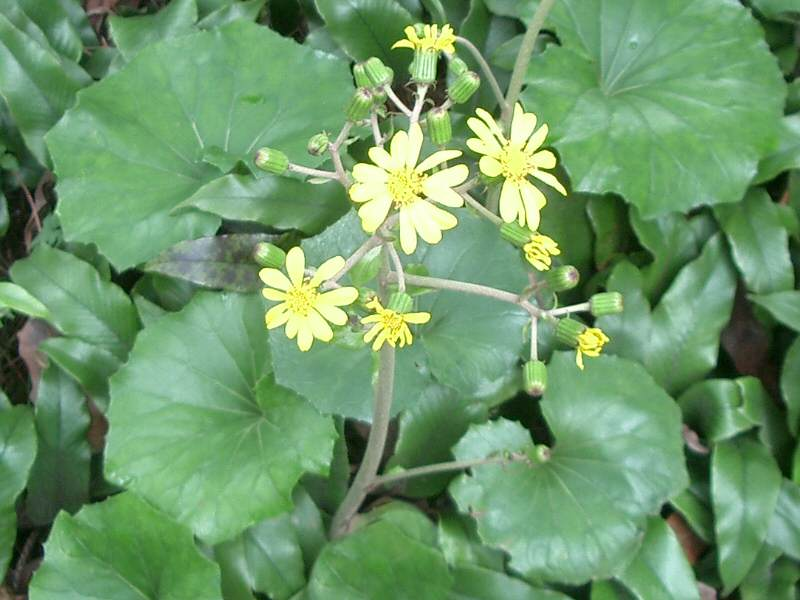
Vista de la planta

## Hábitat
Farfugium japonicum es nativa de acantilados rocosos costeros de Japón, Corea y Taiwán. 

## Descripción
Es una planta perenne amaricolada de hasta 60 cm de altura y una amplia propagación por rizomas, con hojas que surgen de largos tallos. De otoño a invierno producen largos tallos con racimos de flores amarillentas que luego  producirán semillas con filamentos blancos, como en el diente de león.
La mayoría de los cultivares tienen hojas verdes brillantes abigarradas con irregulares marcas de color blanco o amarillo cremoso, son grandes y coriáceas, de 10,2-25,4 cm de ancho, redondeadas o con forma de riñón, con márgenes ondulados o dentados, que se producen en la arboladura de tallos largos, y perennes.
Una de sus variedades cultivadas es el Farfugium japonicum aureomaculatum, que posee lunares amarillos en sus hojas. Es una planta de semisombra o sombra y tierra húmeda, que no resiste bien las temperaturas bajas ni el sol fuerte.

## Propiedades
Farfugium japonicum contiene alcaloides tumorígenos.

## Taxonomía
Farfugium japonicum fue descrita por  (L.) Kitam. y publicado en Acta Phytotaxonomica et Geobotanica 8(4): 268. 1939.
Variedades aceptadas
- Farfugium japonicum var. giganteum Kitam.
- Farfugium japonicum var. luchuense (Masam.) Kitam.

Sinonimia
- Arnica tussilaginea Burm.f.
- Farfugium giganteum Dammann
- Farfugium grande Lindl.
- Farfugium kaempferi (Siebold & Zucc.) Benth.
- Farfugium luchuense (Masam.) Kitam.
- Farfugium tussilagineum (Burm.f.) Kitam.
- Farfugium tussilagineum var. formosanum (Hayata) Kitam.
- Ligularia kaempferi Siebold & Zucc.
- Ligularia nokozanensis Yamam.
- Ligularia tussilaginea (Burm.f.) Makino
- Ligularia tussilaginea var. formosana Hayata
- Ligularia tussilaginea var. tussilaginea
- Senecio japonicus Less.
- Senecio kaempferi (Siebold & Zucc.) DC.
- Senecio tussilagineus (Burm.f.) Kuntze
- Tussilago japonica L.[4]